# Holy Grail
Holy Grail je třetí studiové album skupiny Versailles -Philharmonic Quintet- a současně první v novém složení skupiny, kde již hraje baskytarista Masashi. Album obsahuje singl Philia jež použila skupina jako theme song ve vlastní televizní show Onegai Kanaete Versailles. Dále pak skladbu Vampire, která zase posloužila jako main theme pro snímek Vampire Stories.
Limitovaná edice má navíc DVD s videoklipy: Vampire, Destiny -The Lovers- a Philia.
A v deluxe box limitované edici je zase navíc DVD s pěti verzemi videoklipu Masquerade, přičemž se každý videoklip zaměřuje na jednoho člena skupiny. Dále pak DVD obsahuje interview s leaderem skupiny Kamijem a záznamy z natáčení těchto klipů.

## Seznam skladeb
| Disk 1 (CD)    | Disk 1 (CD)                       | Disk 1 (CD)    | Disk 1 (CD)    | Disk 1 (CD) |
| Pořadí         | Název                             | Hudba          | Text           | Délka       |
| -------------- | --------------------------------- | -------------- | -------------- | ----------- |
| 1.             | Masquerade                        | Kamijo         | Kamijo         | 6:00        |
| 2.             | Philia                            | Hizaki         | Kamijo         | 5:56        |
| 3.             | Thanatos                          | Masashi        | Kamijo         | 4:32        |
| 4.             | Flowery                           | Teru           | Kamijo         | 3:59        |
| 5.             | Remember Forever                  | Hizaki         | Hizaki         | 6:35        |
| 6.             | Destiny -The Lovers-              | Kamijo         | Kamijo         | 6:40        |
| 7.             | Dry Ice Scream!! (Remove Silence) | Hizaki         | Hizaki         | 4:38        |
| 8.             | Threshold                         | Teru           |                | 1:59        |
| 9.             | Judicial Noir                     | Hizaki         | Kamijo         | 4:23        |
| 10.            | Love Will Be Born Again           | Kamijo         | Kamijo         | 4:13        |
| 11.            | Vampire                           | Kamijo         | Kamijo         | 4:31        |
| 12.            | Faith & Decision                  | Hizaki         | Kamijo         | 16:28       |
| 13.            | The Theme of Holy Grail           | Kamijo         |                | 1:26        |
| Celková délka: | Celková délka:                    | Celková délka: | Celková délka: | 71:20       |

| Disk 2 (DVD, Limitovaná edice) | Disk 2 (DVD, Limitovaná edice)   | Disk 2 (DVD, Limitovaná edice) |
| Pořadí                         | Název                            | Délka                          |
| ------------------------------ | -------------------------------- | ------------------------------ |
| 1.                             | Masquerade (Videoklip)           |                                |
| 2.                             | Vampire (Videoklip)              |                                |
| 3.                             | Destiny -The Lovers- (Videoklip) |                                |
| 4.                             | Philia (Videoklip)               |                                |

| Disk 2 (DVD, Deluxe Box, Limitovaná edice) | Disk 2 (DVD, Deluxe Box, Limitovaná edice) | Disk 2 (DVD, Deluxe Box, Limitovaná edice) |
| Pořadí                                     | Název                                      | Délka                                      |
| ------------------------------------------ | ------------------------------------------ | ------------------------------------------ |
| 1.                                         | Masquerade (Kamijo Version) (Videoklip)    |                                            |
| 2.                                         | Masquerade (Hizaki Version) (Videoklip)    |                                            |
| 3.                                         | Masquerade (Teru Version) (Videoklip)      |                                            |
| 4.                                         | Masquerade (Masashi Version) (Videoklip)   |                                            |
| 5.                                         | Masquerade (Yuki Version) (Videoklip)      |                                            |
| 6.                                         | Interview s Kamijem a & Záznamy z natáčení |                                            |